# 通山乡
通山乡，是中华人民共和国四川省德阳市中江县下辖的一个乡镇级行政单位。2019年12月，撤销石龙乡，将原石龙乡群贵村、金江村、赛金村所属行政区域划归通山乡管辖。

## 行政区划
通山乡下辖以下地区：
北华社区、通山村、七眼村、华安村、大金村、前进村、黄谷村、古桥村、唐湾村、大桥村和金兴村。